# Türkiye Kupası 2011/12
Der Türkische Fußballpokal 2011/12 begann am 7. Dezember 2011 mit der 1. Hauptrunde und endete am 16. Mai 2012 mit dem Finale. Der türkische Pokal wurde in dieser Saison zum 50. Mal ausgetragen. Der türkische Pokalsieger erhielt das Startrecht in der letzten Qualifikationsrunde zur UEFA Europa League 2012/13. Ist der Pokalsieger bereits über die Süper Lig für die UEFA Champions League (bzw. deren Qualifikation) qualifiziert, ist der Verlierer des Finales für die 2. Qualifikationsrunde der Europa League qualifiziert.
Das Finale fand in der türkischen Hauptstadt Ankara im Ankara 19 Mayıs Stadyumu statt. Fenerbahçe Istanbul stand zum 15. Mal im Finale und Bursaspor zum fünften Mal. Beide Mannschaften begegneten sich in derselben Paarung im Finale der Saison 1973/74. Bursaspor gewann das Hinspiel mit 1:0, jedoch gewann Fenerbahçe das Rückspiel mit 3:0 und wurde türkischer Pokalsieger.
Fenerbahçe Istanbul gewann das Finale mit einem 4:0-Sieg und wurde zum fünften Mal in der Vereinsgeschichte Pokalsieger.

## Modus
Der Modus wurde im Vergleich zu den Vorjahren geändert. Die Gruppenphase wurde abgeschafft, ab der 1. Runde bis zum Finale wird im K.-o.-Modus gespielt.

## Teilnehmende Mannschaften
Für den türkischen Pokal sind folgende 57 Mannschaften teilnahmeberechtigt:
| Süper Lig die 18 Vereine der Saison 2010/11 | Bank Asya 1. Lig die 17 Vereine der Saison 2010/11 | TFF 2. Lig 16 Mannschaften der Saison 2010/11 | TFF 3. Lig 6 Mannschaften der Saison 2010/11                                               |
| Beşiktaş Istanbul Bucaspor Bursaspor Eskişehirspor Fenerbahçe Istanbul Galatasaray Istanbul Gaziantepspor Gençlerbirliği Ankara Istanbul BB Kardemir Karabükspor Kasımpaşa Istanbul Kayserispor Konyaspor Manisaspor Medical Park Antalyaspor MKE Ankaragücü Sivasspor Trabzonspor | Adanaspor Akhisar Belediyespor Altay Izmir Boluspor Çaykur Rizespor Denizlispor Diyarbakırspor Gaziantep BB Giresunspor Istanbul Güngörenspor Mersin İdman Yurdu SK Karşıyaka SK Kartalspor Kayseri Erciyesspor Orduspor Samsunspor TKİ Tavşanlı Linyitspor | Gruppe Weiß: Bandırmaspor Beypazarı Şekerspor Bugsaşspor Çorumspor Göztepe Izmir Iskenderun DÇ Turgutluspor Yeni Malatyaspor Gruppe Rot: Adana Demirspor Elazığspor Eyüpspor Fethiyespor Konya Torku Şekerspor Sakaryaspor Şanlıurfaspor Tokatspor | Altınordu Izmir Denizli Belediyespor Gaziosmanpaşaspor Kırklarelispor Tepecikspor Ünyespor |

## 1. Hauptrunde
Die Auslosung für die 1. Runde fand am 24. November 2011 in Ankara statt. Die Spiele wurden am 7. Dezember 2011 ausgetragen. In der 1. Runde spielten jeweils die acht besten Mannschaften aus den zwei Gruppen der 3. Liga und die sechs Aufsteiger aus der 4. in die 3. Liga, der vergangenen Saison.
| Datum            |                       | Ergebnis             |                       |
| ---------------- | --------------------- | -------------------- | --------------------- |
| 07.12. 12:00 Uhr | Tepecikspor           | 0:1 (0:0)            | Gaziosmanpaşaspor     |
| 07.12. 12:00 Uhr | Kırklarelispor        | 1:2 n. V. (1:1, 1:0) | Eyüpspor              |
| 07.12. 12:00 Uhr | Ünyespor              | 1:0 (0:0)            | Sakaryaspor           |
| 07.12. 12:00 Uhr | Bugsaşspor            | 2:1 (0:0)            | Tokatspor             |
| 07.12. 12:00 Uhr | Çorumspor             | 1:0 n. V.            | Beypazarı Şekerspor   |
| 07.12. 12:00 Uhr | Bandırmaspor          | 1:0 (0:0)            | Turgutluspor          |
| 07.12. 12:00 Uhr | Denizli Belediyespor  | 1:3 (1:3)            | Göztepe Izmir         |
| 07.12. 12:00 Uhr | Altınordu Izmir       | 1:2 (0:2)            | Fethiyespor           |
| 07.12. 12:00 Uhr | Şanlıurfaspor         | 3:1 (1:1)            | Yeni Malatyaspor      |
| 07.12. 12:00 Uhr | Iskenderun Demirçelik | 0:1 (0:0)            | Konya Torku Şekerspor |
| 07.12. 17:00 Uhr | Adana Demirspor       | 2:0 (1:0)            | Elazığspor            |

## 2. Hauptrunde
In der 2. Hauptrunde traten 28 Mannschaften gegeneinander an. Die Runde bestand aus den elf Mannschaften der 1. Hauptrunde, drei Absteigern der Süper Lig Saison 2010/11 und den 14 Mannschaften der 2. Liga die den Aufstieg verpasst haben.
| Datum            |                         | Ergebnis  |                       |
| ---------------- | ----------------------- | --------- | --------------------- |
| 20.12. 12:00 Uhr | Adanaspor               | 3:1 (1:0) | Kartalspor            |
| 21.12. 12:00 Uhr | TKİ Tavşanlı Linyitspor | 0:2 (0:1) | Bugsaşspor            |
| 21.12. 12:00 Uhr | Eyüpspor                | 2:1 (1:0) | Bucaspor              |
| 21.12. 12:00 Uhr | Gaziosmanpaşaspor       | 2:0 (0:0) | Giresunspor           |
| 21.12. 12:00 Uhr | Karşıyaka SK            | 1:2 (1:1) | Ünyespor              |
| 21.12. 12:00 Uhr | Şanlıurfaspor           | 1:0 n. V. | Denizlispor           |
| 21.12. 12:00 Uhr | Gaziantep BB            | 3:0 (1:0) | Göztepe Izmir         |
| 21.12. 12:00 Uhr | Akhisar Belediyespor    | 3:1 (1:1) | Altay Izmir           |
| 21.12. 12:00 Uhr | Kasımpaşa Istanbul      | 4:2 (2:2) | Bandırmaspor          |
| 21.12. 17:00 Uhr | Adana Demirspor         | 2:1 (1:0) | Kayseri Erciyesspor   |
| 22.12. 12:00 Uhr | Çaykur Rizespor         | 6:0 (4:0) | Çorumspor             |
| 22.12. 12:00 Uhr | Konya Torku Şekerspor   | 5:1 (2:1) | Konyaspor             |
| 22.12. 12:00 Uhr | Boluspor                | 5:1 (4:0) | Fethiyespor           |
| 22.12. 12:00 Uhr | Diyarbakırspor          | 0:1 (0:0) | Istanbul Güngörenspor |

## 3. Hauptrunde
In der 3. Hauptrunde spielten 32 Mannschaften gegeneinander. Es qualifizierten sich neben den 14 Vereinen aus der 2. Hauptrunde, die 18 Klubs aus der Süper Lig Saison 2011/12. Die Mannschaften aus der Süper Lig waren direkt für 3. Hauptrunde qualifiziert. Die Spiele fanden am 10, 11, und 12. Januar 2012 statt.
| Datum            |                       | Ergebnis             |                          |
| ---------------- | --------------------- | -------------------- | ------------------------ |
| 10.01. 17:00 Uhr | Bursaspor             | 4:1 (4:1)            | Şanlıurfaspor            |
| 10.01. 19:30 Uhr | Galatasaray Istanbul  | 4:1 (3:0)            | Adana Demirspor          |
| 11.01. 12:00 Uhr | Bugsaşspor            | 2:1 (1:1)            | Manisaspor               |
| 11.01. 12:00 Uhr | Gaziosmanpaşaspor     | 1:3 (1:1)            | Medical Park Antalyaspor |
| 11.01. 12:00 Uhr | Akhisar Belediyespor  | 0:1 (0:0)            | Kayserispor              |
| 11.01. 12:00 Uhr | Boluspor              | 3:2 n. V. (1:1, 0:0) | Gençlerbirliği Ankara    |
| 11.01. 12:00 Uhr | Eyüpspor              | 2:3 (0:0)            | Eskişehirspor            |
| 11.01. 14:00 Uhr | Kardemir Karabükspor  | 2:0 (2:0)            | Ünyespor                 |
| 11.01. 16:30 Uhr | Trabzonspor           | 2:0 (1:0)            | Istanbul Güngörenspor    |
| 11.01. 17:00 Uhr | MKE Ankaragücü        | 2:6 (2:2)            | Kasımpaşa Istanbul       |
| 11.01. 17:00 Uhr | Mersin İdman Yurdu SK | 1:3 (1:1, 1:1)       | Sivasspor                |
| 11.01. 17:00 Uhr | Adanaspor             | 1:2 n. V. (1:1, 0:0) | Istanbul BB              |
| 11.01. 19:00 Uhr | Beşiktaş Istanbul     | 2:1 (1:0)            | Gaziantep BB             |
| 11.01. 19:30 Uhr | Samsunspor            | 4:2 n. E. (0:0)      | Orduspor                 |
| 12.01. 12:00 Uhr | Çaykur Rizespor       | 3:2 (1:0)            | Gaziantepspor            |
| 12.01. 19:30 Uhr | Fenerbahçe Istanbul   | 4:1 (1:0)            | Konya Şekerspor          |

## Achtelfinale
Die Auslosung für das Achtelfinale fanden am 7. März 2012 statt. Die Partien wurden vom 20. bis 22. März 2012 ausgetragen.
| Datum            |                          | Ergebnis             |                      |
| ---------------- | ------------------------ | -------------------- | -------------------- |
| 20.03. 12:00 Uhr | Bugsaşspor               | 0:2 n. V. (0:0)      | Bursaspor            |
| 20.03. 19:30 Uhr | Galatasaray Istanbul     | 0:1 (0:0)            | Sivasspor            |
| 21.03. 17:00 Uhr | Çaykur Rizespor          | 0:1 (0:0)            | Kardemir Karabükspor |
| 21.03. 17:00 Uhr | Medical Park Antalyaspor | 2:1 n. V. (1:1, 1:0) | Trabzonspor          |
| 21.03. 20:00 Uhr | Eskişehirspor            | 3:0 (0:0)            | Kasımpaşa Istanbul   |
| 21.03. 20:00 Uhr | Fenerbahçe Istanbul      | 3:0 (3:0)            | Samsunspor           |
| 22.03. 12:00 Uhr | Boluspor                 | 1:0 (0:0)            | Beşiktaş Istanbul    |
| 22.03. 19:00 Uhr | Kayserispor              | 1:0 (0:0)            | Istanbul BB          |

## Viertelfinale
Die Auslosung für das Viertelfinale fanden am 23. März 2012 statt. Ab dem Viertelfinale werden die Spiele an neutralen Orten ausgetragen.
| Datum            |                      | Ergebnis                         |                          | Spielort                 |
| ---------------- | -------------------- | -------------------------------- | ------------------------ | ------------------------ |
| 10.04. 19:30 Uhr | Eskişehirspor        | 3:0 (1:0)                        | Medical Park Antalyaspor | Şükrü-Saraçoğlu-Stadion  |
| 11.04. 19:30 Uhr | Fenerbahçe Istanbul  | 2:2 n. V. (2:2, 0:1) (5:4 i. E.) | Kayserispor              | Ankara 19 Mayıs Stadyumu |
| 12.04. 17:30 Uhr | Kardemir Karabükspor | 1:0 (0:0)                        | Boluspor                 | Ankara 19 Mayıs Stadyumu |
| 12.04. 19:30 Uhr | Sivasspor            | 1:4 (0:3)                        | Bursaspor                | Şükrü-Saraçoğlu-Stadion  |

## Halbfinale
Die Auslosung für das Halbfinale fanden auch am 23. März 2012 statt.
| Datum            |                      | Ergebnis  |                     | Spielort                 |
| ---------------- | -------------------- | --------- | ------------------- | ------------------------ |
| 25.04. 18:00 Uhr | Bursaspor            | 3:0 (1:0) | Eskişehirspor       | Izmir-Atatürk-Stadion    |
| 26.04. 18:00 Uhr | Kardemir Karabükspor | 0:2 (0:1) | Fenerbahçe Istanbul | Ankara 19 Mayıs Stadyumu |

## Finale
| Paarung             | Bursaspor – Fenerbahçe Istanbul |
| Ergebnis            | 0:4 (0:2) |
| Datum               | 16. Mai 2012 um 19:30 Uhr |
| Stadion             | Ankara 19 Mayıs Stadyumu, Ankara |
| Zuschauer           | 19.500 |
| Schiedsrichter      | Bülent Yıldırım (Kayseri) |
| Tore                | 0:1 Caner Erkin (2.) 0:2 Cristian Baroni (44.) 0:3 Semih Şentürk (58.) 0:4 Alex (77.) |
| Bursaspor           | Scott Carson – Gökçek Vederson, Michaël Basser, Serdar Aziz, İbrahim Öztürk – Alfred N’Diaye (63. Turgay Bahadır), Pablo Batalla, Adem Koçak (56. Musa Çağıran), Ozan İpek – Stanislav Sestak (71. Okan Deniz), Sebastián Pinto Cheftrainer: Ertuğrul Sağlam |
| Fenerbahçe Istanbul | Volkan Demirel – Reto Ziegler, Bekir İrtegün, Joseph Yobo (30. Serdar Kesimal), Gökhan Gönül (58. Orhan Şam) – Caner Erkin, Emre Belözoğlu, Alex (81. Moussa Sow), Cristian Baroni, Mehmet Topuz – Semih Şentürk Cheftrainer: Aykut Kocaman                  |
| Gelbe Karten        | Michaël Basser (53.), Gökçek Vederson (61.), Sebastian Pinto (65.), Musa Çağıran (84.) – Cristian Baroni (44.), Emre Belözoğlu (73.) |
| Besonderheiten      | Player of the Match: Alex ( Brasilien) |

## Torschützenliste
Nachfolgend sind die besten Torschützen des türkischen Fußballpokals 2011/12 aufgeführt. Die Sortierung erfolgt nach Anzahl ihrer Treffer bzw. bei gleicher Toranzahl alphabetisch.
| Rang | Spieler         | Klub                | Tore |
| ---- | --------------- | ------------------- | ---- |
| 1    | Sebastián Pinto | Bursaspor           | 5    |
| 2    | Henri Bienvenu  | Fenerbahçe Istanbul | 4    |
| 3    | Alex            | Fenerbahçe Istanbul | 3    |
| 3    | Turgay Bahadır  | Bursaspor           | 3    |
| 3    | Adem Büyük      | Kasımpaşa Istanbul  | 3    |